# Chelak
Chelak (uzb. cyr. Челак; ros. Челек, Czelek) – miasto w środkowo-wschodnim Uzbekistanie, w wilajecie samarkandzkim, w tumanie Payariq. W 2016 roku liczyło ok. 20,8 tys. mieszkańców. Ośrodek przemysłu włókienniczego.
Miejscowość otrzymała prawa miejskie w 1981 roku.